# 女武神的騎行

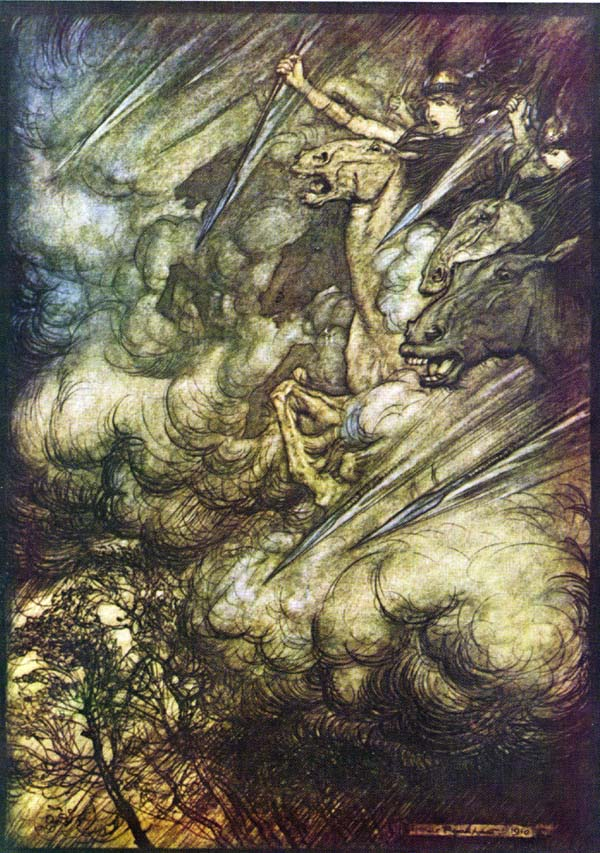
Arthur Rackham對本樂曲的意想圖

《女武神的騎行》（德語：Walkürenritt），理查·華格納創作的歌劇《尼伯龙根的指环》第二部《女武神》第三幕開首的歌曲，在華格納的作品中知名度僅次於歌劇《羅恩格林》裡的《婚禮进行曲》。因為流行文化的推廣，使《女武神的騎行》廣為人知，例如美國越戰電影《現代啟示錄》便以此曲作為片中配樂。

## 使用
- 《一个国家的诞生》
- 《鋼鐵雄心3》
- 《鋼鐵雄心4》
- 《疾速救援》
- 《小小兵》
- 《烏龍派出所》
- 《現代啟示錄》
- 《八部半》
- 《守護者》
- 《遊戲王－怪獸之決鬥》海馬集團大賽篇
- 《極地戰嚎3》
- 《唐老鴨俱樂部》 1987年

## 外部連結
- Listen to the piece（页面存档备份，存于） at the Gutenberg Project（美式英语）
- Listen to the full piece（页面存档备份，存于） at Carolina Classical（美式英语）